# 340-е годы
340-е (три́ста сороковы́е) го́ды по юлианскому календарю — промежуток времени с 1 января 340 года по 31 декабря 349 года, включающий 340 год 4-го десятилетия   и с 341 по 349 годы    5-го десятилетия IV века 1-го тысячелетия.  Они закончились 1676 лет назад.

## Важнейшие события
- В результате войны за африканские территории запад и центр Римской империи объединены под властью Константа (340), утверждавшего никейское христианское течение; в восточной части империи Констанций II утверждал арианское христианское течение.
- Война Констанция с персами (337—350), которую он вёл без особых успехов. Персы захватывали города, осаждали крепости, побеждали в сражениях. Сражение под Сингарой (344). Персия дважды завоёвывала власть над Арменией, но не удержала её.
- Мероитское царство (785 до н. э. — 350) завоёвано Аксумским царством[1][2][3].